# كاثلين مكغوان
كاثلين مكغوان (بالإنجليزية: Kathleen McGowan)‏ (22 مارس 1963، هوليوود في الولايات المتحدة)؛ كاتِبة ومؤلِّفة، كاتبة أغاني وروائية أمريكية.

## روابط خارجية
- كاثلين مكغوان على موقع IMDb (الإنجليزية)